# Neochassidismo
Neochassidismo in ebraico נאו-חסידות‎? è il nome dato frequentemente al rimarchevole revival di interesse nello Chassidismo ebraico da parte di ebrei non ortodossi nel corso del XX secolo fino ad oggi, grazie agli scritti di insegnanti di Ebraismo chassidico come Martin Buber, Abraham Joshua Heschel,  Lawrence Kushner, Zalman Schachter-Shalomi e Arthur Green.